# Tanlajás
Tanlajás är en kommun i Mexiko.   Den ligger i delstaten San Luis Potosí, i den centrala delen av landet, 250 km norr om huvudstaden Mexico City. Antalet invånare är 19 312. Arean är 367 kvadratkilometer.
Terrängen i Tanlajás är platt norrut, men söderut är den kuperad.
Följande samhällen finns i Tanlajás:
- Ejido San José Xilatzén
- Nuevo Cueytzén
- Santa Elena
- Ejido el Barrancón
- Coromohom
- El Fortín May
- San José del Tinto
- El Pando
- Tres Cruces
- Paixtzán
- El Jomte
- San Benito
- Quelabitad Cuaresma
- Tancolol
- Patalja
- Agualoja
- El May
- La Labor
- Dhokob
- Quelabitad
- Ejido Niños Héroes
- Tizoapatz
- Cuitzabtzén
- El Mante
- Primer Ayuntamiento
- El Tiyóu
- El Chuche
- Barrio Cuaytzén Viejo
- San Isidro
- Mulultzén
- Ejido el Tzajib
- Barrio Hualitze
- Barrio Tocoymohom
- El Jopoy